# Розенберг, Михаил Григорьевич
Михаи́л Григо́рьевич Розенбе́рг (18 февраля 1925, Одесса — 11 мая 2013) — советский и российский правовед, доктор юридических наук, профессор, заслуженный юрист РСФСР (1984).

## Биография
Родился в 1925 году в еврейской семье. Окончил Институт внешней торговли (1948) и начал работать в В/О «Союзхимэкспорт».
Кандидатскую диссертацию на тему «Правовое регулирование отношений между всесоюзными внешнеторговыми объединениями и советскими организациями-заказчиками импортных товаров» защитил в 1967 году, а докторскую диссертацию «Проблемы правового регулирования поставок товаров между организациями стран-членов СЭВ» — в 1984 году.
Являлся признанным специалистом по правовому регулированию внешней торговли, особенно международной купли-продажи товаров. Его деятельность по разработке документов, регламентирующих внешнеторговую поставку, отражает историю правового регулирования данного института в СССР и России. При его активном непосредственном участии были разработаны и более 30 лет применялись «Общие условия поставок СЭВ». Продолжают действовать созданные М. Г. Розенбергом с коллегами «Общие условия поставок с Китаем и Кореей». Также внёс значительный вклад в разработку Конвенции ООН о договорах международной купли-продажи товаров 1980 года, и в комментарий к этой Конвенции.
Являлся старейшим арбитром МКАС. Активно участвовал в разработке Гражданского кодекса РФ, и многие статьи части первой, второй и третьей ГК РФ специалисты заслуженно называют «статьями Михаила Григорьевича».
Член научно-консультативного совета при Высшем Арбитражном Суде Российской Федерации и рабочей группы по разработке проекта Гражданского кодекса Российской Федерации, член президиума и арбитр Международного коммерческого арбитражного суда при ТПП РФ. Около 50 лет преподавал в Академии внешней торговли, автор спецкурса «Международная купля-продажа товаров». Опубликовал свыше 200 печатных трудов объёмом более 500 печатных листов, включая учебники и монографии.
Правительственные награды: орден Дружбы, медаль «За трудовое отличие», медаль «За доблестный труд в Великой Отечественной войне 1941—1945 гг.», почётное звание «Заслуженный юрист РСФСР».
Супруга (с 2001 года) — правовед И. А. Иконицкая (1933—2017)).

## Основные работы
Книги
- Правовое регулирование отношений между всесоюзными внешнеторговыми объединениями и советскими организациями — заказчиками импортных товаров. — М.: Международные отношения, 1966. — 116 с.
- Международное регулирование поставок в рамках СЭВ. — М.: Международные отношения, 1989. — 280 с.
- Правовое регулирование договорных отношений между внешнеэкономическими и другими советскими организациями, поставляющими товары для экспорта или заказывающими импортные товары (Методические материалы для преподавателей и слушателей) / Всесоюзная академия внешней торговли. Кафедра правовых дисциплин. — М., 1989. — 98 с.
- Заключение договора международной купли-продажи товаров / Внешнеэкономический центр «СОВИНТЕРЮР». — М., 1991. — 69, [3] с. — (Библиотека юриста-международника).
- Исковая давность в международном коммерческом обороте: практика применения. — М.: Статут, 1999. — 144 с.
- «Контракт международной купли-продажи. Современная практика заключение. Разрешение споров» (четыре издания)
- «Международные договор и иностранное право в практике Международного коммерческого арбитражного суда» (два издания)
- «Международная купля-продажа. Комментарий к правовому регулированию и практике разрешения споров» (два издания)
- Из творческого наследия: сборник статей / сост. Т. В. Морщакова; Всероссийская академия внешней торговли; Министерство экономического развития РФ. — М.: ВАВТ, 2019. — 308 с.

Статьи
- Общие условия поставок СЭВ 1968 года // Советский ежегодник международного права. 1969 = Soviet year-book of international law. 1969 / Советская Ассоциация международного права. — М.: Наука, 1970. — С. 85—98.
- Новые советско-китайские Общие условия поставок // Хозяйство и право. — М., 1990. — № 7 (июль). — С. 119—127.
- Конвенция ООН о договорах международной купли-продажи товаров // Закон. — М., 1995. — № 12 (декабрь). — С. 29—32.